# Keben (Gading)
Keben is een bestuurslaag in het regentschap Probolinggo van de provincie Oost-Java, Indonesië. Keben telt 868 inwoners (volkstelling 2010).